# Veo cómo cantas (programa de televisión español)
Veo cómo cantas fue un concurso musical de España producido por Warner Bros. ITVP y emitido entre el 8 de septiembre de 2021 y el 16 de septiembre de 2022 en Antena 3. El formato, presentado por Manel Fuentes, estaba basado en el programa de Corea del Sur I Can See Your Voice.

## Equipo
| Edición          | 1           | 2           |
| Presentador      | Presentador | Presentador |
| ---------------- | ----------- | ----------- |
| Manel Fuentes    |             |             |
| Asesores         |             |             |
| El Monaguillo    |             |             |
| Josie            |             |             |
| Ruth Lorenzo     |             |             |
| Ana Milán        |             |             |
| Lolita Flores    |             |             |
| Rosario Flores   |             |             |
| Antonio Orozco   |             |             |
| Marta Sánchez    |             |             |
| Pastora Soler    |             |             |
| José Mercé       |             |             |
| David Bustamante |             |             |
| Chenoa           |             |             |
| Antonio Carmona  |             |             |
| Ainhoa Arteta    |             |             |
| Rosa López       |             |             |
| Ana Guerra       |             |             |
| Blas Cantó       |             |             |
| Beret            |             |             |

     Presentador/Investigador fijo
     Asesor invitado
     Asesor sustituto (en una o más galas)

## Formato
Un artista invitado y un concursante se presentan con un grupo de nueve "cantantes misteriosos", de los cuales algunos cantan bien y otros no. El concursante debe intentar eliminar a los impostores adivinando quiénes son sin escucharlos cantar. Para ello, reciben ayuda por parte de los asesores famosos en el transcurso de nueve rondas. Así, el concursante eliminará a un cantante misterioso al final de cada ronda, que seguidamente procederá a actuar en el escenario para demostrar si lo hace bien o no. Finalmente, el cantante misterioso ganador se revelará como bueno o malo mediante un dúo con uno de los artistas invitados.
Por otro lado, cabe destacar que el concursante gana 3 000 euros por cada impostor eliminado. Si el último cantante es bueno, el concursante gana el doble de la cantidad que ha acumulado. Sin embargo, si es un mal cantante, es este último quien se lleva el dinero.

## Mecánica

### Primera temporada
Hay nueve cantantes misteriosos situados en una plataforma donde mantienen ocultas sus identidades hasta que son elegidos. El juego se va desarrollando en diferentes rondas:
- Ronda 1: Por la cara: El artista invitado y el concursante deben observar y examinar a cada cantante misterioso según su apariencia.
- Rondas 2 y 3: Voz en playback: Separados en dos grupos, cada grupo de cantantes misteriosos participa en una actuación en la que, individualmente, cantan haciendo playback.
- Rondas 4 y 5: Cotillea mi vida: Cada cantante misterioso ha grabado un vídeo para convencer al artista invitado, pero con las voces distorsionadas.
- Ronda 6: Habilidad musical: El artista invitado y el concursante deben elegir basándose en otros talentos, excepto en cantar en sí.
- Ronda 7: Ensayo: El artista invitado y el concursante ven un vídeo de cada cantante misterioso en una sesión de estudio, aunque el audio está distorsionado, por lo que no pueden escuchar claramente sus voces.
- Ronda 8: Interrogatorio: El artista invitado y el concursante tienen 30 segundos para interrogar a los cantantes misteriosos restantes antes de tomar la decisión final.
- Ronda 9: La decisión final: El concursante debe elegir a la persona que cree que es cantante para que actúe junto al artista invitado. Si canta bien, el concursante se lleva el dinero acumulado, pero si no, será el impostor quien se lo lleve.

### Segunda temporada
Hay nueve cantantes misteriosos situados en una plataforma donde mantienen ocultas sus identidades hasta que son elegidos. El juego se va desarrollando en diferentes rondas:
- Ronda 1: Por la cara: El artista invitado y el concursante deben observar y examinar a cada cantante misterioso según su apariencia.
- Rondas 2 y 3: Voz en playback: Separados en dos grupos, cada grupo de cantantes misteriosos participa en una actuación en la que, individualmente, cantan haciendo playback.
- Rondas 4 y 5: Cotillea mi vida: Cada cantante misterioso ha grabado un vídeo para convencer al artista invitado, pero con las voces distorsionadas.
- Ronda 6: Habilidad musical: El artista invitado y el concursante deben elegir basándose en otros talentos, excepto en cantar en sí.
- Ronda 7: Playback desafinado: Como novedad, cada cantante misterioso participa en una actuación en la que, individualmente, canta haciendo playback desafinado.
- Ronda 8: Interrogatorio: Como novedad, sólo el concursante tiene 30 segundos para interrogar a los cantantes misteriosos restantes antes de tomar la decisión final.
- Ronda 9: La decisión final: El concursante debe elegir a la persona que cree que es cantante para que actúe junto al artista invitado. Si canta bien, el concursante se lleva el dinero acumulado, pero si no, será el impostor quien se lo lleve.

## Veo cómo cantas 1(2021)
- 8 de septiembre de 2021 - 13 de octubre de 2021

### Desarrollo
| Gala | Gala                     | Artista invitado | Concursante         | Premio  | Cantantes misteriosos (en sus respectivos números y alias) | Cantantes misteriosos (en sus respectivos números y alias) | Cantantes misteriosos (en sus respectivos números y alias) | Cantantes misteriosos (en sus respectivos números y alias) | Cantantes misteriosos (en sus respectivos números y alias) | Cantantes misteriosos (en sus respectivos números y alias) | Cantantes misteriosos (en sus respectivos números y alias) | Cantantes misteriosos (en sus respectivos números y alias) | Cantantes misteriosos (en sus respectivos números y alias) | Cantantes misteriosos (en sus respectivos números y alias) |
| #    | Fecha                    | Artista invitado | Concursante         | Premio  | Orden de eliminado                                         | Orden de eliminado                                         | Orden de eliminado                                         | Orden de eliminado                                         | Orden de eliminado                                         | Orden de eliminado                                         | Orden de eliminado                                         | Orden de eliminado                                         | Resultado final                                            | Ganador                                                    |
| #    | Fecha                    | Artista invitado | Concursante         | Premio  | Por la cara                                                | Voz en playback                                            | Voz en playback                                            | Cotillea mi vida                                           | Cotillea mi vida                                           | Habilidad musical                                          | Ensayo                                                     | Interrogatorio                                             | Resultado final                                            | Ganador                                                    |
| ---- | ------------------------ | ---------------- | ------------------- | ------- | ---------------------------------------------------------- | ---------------------------------------------------------- | ---------------------------------------------------------- | ---------------------------------------------------------- | ---------------------------------------------------------- | ---------------------------------------------------------- | ---------------------------------------------------------- | ---------------------------------------------------------- | ---------------------------------------------------------- | ---------------------------------------------------------- |
| 1    | 8 de septiembre de 2021  | Rosario Flores   | Natalia Izquierdo   | 30.000€ | 1. Laura Jabalón (Karateka)                                | 3. Yaiza García Motos (Flamenca)                           | 8. Viridiana Vasileva Petrova (Jugadora de balonmano)      | 6. Raquel Ruiz (Senderista)                                | 2. Leo Rizzi (Escultor)                                    | 4. Fernando Maure (Dependiente)                            | 9. Antonio López (Campeón de salsa)                        | 5. Ulises Úbeda (Speaker)                                  | Sí                                                         | 7. Daniel Peña Pescador                                    |
| 2    | 15 de septiembre de 2021 | Antonio Orozco   | Sara Rozas          | 24.000€ | 8. David Páramo (Informático)                              | 3. Nerea Plasencia (Punk)                                  | 5. Juan Vargas (Agente de viajes)                          | 6. Sara Ester Rivilla (Pin up)                             | 4. Manu Pilas (Leñador)                                    | 1. Helena Monzó (Crupier)                                  | 7. Andrea Bayardo (Traductora)                             | 9. Paula Soto (Cat Lover)                                  | Sí                                                         | 2. Carlos Ángel Valdés Otaku                               |
| 3    | 22 de septiembre de 2021 | Marta Sánchez    | Xabier Peso         | 12.000€ | 1. Elisabet Molet (Psicopedagoga)                          | 4. Marta Fiallo (Acróbata)                                 | 7. Azucena González (Motera)                               | 5. Joseán Moreno (Barbero)                                 | 6. Sara Jiménez (Nutricionista)                            | 3. Ángel Padilla (Esgrimista)                              | 2. Pablo Navarro (Violinista)                              | 9. Naiomi Weilier (Caracterizadora)                        | No                                                         | 8. Adela Gómez Ferrero Pastelera                           |
| 4    | 29 de septiembre de 2021 | Pastora Soler    | Daniel Ferrer       | 24.000€ | 7. Tiago Barbosa (Modelo)                                  | 3. Pitu Manubens (Buzo)                                    | 8. Denissa Bravo (Enfermera)                               | 1. Eva de Dominici (Embarazada)                            | 5. Jero Montajes (Electricista)                            | 6. Sally Wood (Foodie)                                     | 4. Lucía Bentabol (Pintora)                                | 2. Adrián Felipez (Cocinero)                               | Sí                                                         | 9. Almudena Hernandez Monitora de gimnasio                 |
| 5    | 6 de octubre de 2021     | José Mercé       | Margherita Catalano | 30.000€ | 3. Juanjo Maetzu (Periodista)                              | 9. Sigri Fernández (Asesora de imagen)                     | 7. Sara Marcos (Jugadora de Pádel)                         | 4. Dulcinea Juárez (Artista Renacentista)                  | 5. Dani Rosado (Beisbolista)                               | 8. Mara Paz (Pole Dancer)                                  | 6. Zoe Buccolini (Vegetariana)                             | 2. Juanky Muñoz (Boxeador)                                 | Sí                                                         | 1. Elia Wolf Productora de eventos                         |
| 6    | 13 de octubre de 2021    | David Bustamante | Ramiro Muñoz        | 30.000€ | 4. Eder Ceballos (Estilista)                               | 2. Gabriel Numancia (Gamer)                                | 7. Kevin Aguilar (Runner)                                  | 6. Nerea Alonso (Veterinaria)                              | 3. Mer Díaz (Maestra)                                      | 1. Vanessa Frías (Maquilladora)                            | 8. Mara Escobar (Reportera de TV)                          | 9. Sam Gómez (Nadador)                                     | Sí                                                         | 5. Sergi Albert Guía turístico                             |

### Episodios y audiencias
| Programa | Invitado/a       | Fecha                    | Día y hora       | Audiencia         |
| -------- | ---------------- | ------------------------ | ---------------- | ----------------- |
| 1        | Rosario Flores   | 8 de septiembre de 2021  | Miércoles, 22h45 | 1 773 000 (16,9%) |
| 2        | Antonio Orozco   | 15 de septiembre de 2021 | Miércoles, 22h45 | 1 543 000 (14,9%) |
| 3        | Marta Sánchez    | 22 de septiembre de 2021 | Miércoles, 22h45 | 1 097 000 (10,0%) |
| 4        | Pastora Soler    | 29 de septiembre de 2021 | Miércoles, 22h45 | 1 136 000 (10,7%) |
| 5        | José Mercé       | 6 de octubre de 2021     | Miércoles, 22h45 | 1 047 000 (9,8%)  |
| 6        | David Bustamante | 13 de octubre de 2021    | Miércoles, 22h45 | 1 152 000 (10,7%) |

## Veo cómo cantas 2(2022)
- 29 de julio de 2022 - 16 de septiembre de 2022

### Desarrollo
| Gala | Gala                     | Artista invitado | Concursante         | Premio  | Cantantes misteriosos (en sus respectivos números y alias) | Cantantes misteriosos (en sus respectivos números y alias) | Cantantes misteriosos (en sus respectivos números y alias) | Cantantes misteriosos (en sus respectivos números y alias) | Cantantes misteriosos (en sus respectivos números y alias) | Cantantes misteriosos (en sus respectivos números y alias) | Cantantes misteriosos (en sus respectivos números y alias) | Cantantes misteriosos (en sus respectivos números y alias) | Cantantes misteriosos (en sus respectivos números y alias) | Cantantes misteriosos (en sus respectivos números y alias) |
| #    | Fecha                    | Artista invitado | Concursante         | Premio  | Orden de eliminado                                         | Orden de eliminado                                         | Orden de eliminado                                         | Orden de eliminado                                         | Orden de eliminado                                         | Orden de eliminado                                         | Orden de eliminado                                         | Orden de eliminado                                         | Resultado final                                            | Ganador                                                    |
| #    | Fecha                    | Artista invitado | Concursante         | Premio  | Por la cara                                                | Voz en playback                                            | Voz en playback                                            | Cotillea mi vida                                           | Cotillea mi vida                                           | Habilidad musical                                          | Playback desafinado                                        | Interrogatorio                                             | Resultado final                                            | Ganador                                                    |
| ---- | ------------------------ | ---------------- | ------------------- | ------- | ---------------------------------------------------------- | ---------------------------------------------------------- | ---------------------------------------------------------- | ---------------------------------------------------------- | ---------------------------------------------------------- | ---------------------------------------------------------- | ---------------------------------------------------------- | ---------------------------------------------------------- | ---------------------------------------------------------- | ---------------------------------------------------------- |
| 1    | 29 de julio de 2022      | Chenoa           | José Jiménez        | 20.000€ | 5. Sandra Zarzana (influencer)                             | 4. Sheila Sánchez (bailarina Bollywood)                    | 8. Vanessa Chamorro (opositora policía)                    | 3. África Bataller (Patinadora)                            | 6. Sara Illán (Costurera)                                  | 1. Eva Pereira (Entrenadora Personal)                      | 9. Xiluva Tomás (Chef)                                     | 7. Tamara Chamorro (Fotógrafa)                             | Sí                                                         | 2. Jessica Laugart Técnica de Sonido                       |
| 2    | 5 de agosto de 2022      | Antonio Orozco   | Juan Antonio Egil   | 16.000€ | 4. Marlene Aquino (jugadora de béisbol)                    | 3. Hyemin Park (manicurista)                               | 6. Leo Angulo (imitador de Michael Jackson)                | 2. Jorge García (futbolista)                               | 5. Carlo Marmolejos (animador resort)                      | 9. Jimena Villegas (Organizadora de bodas)                 | 7. Cassandra Hlong (Palista de Kayak)                      | 8. Carolina Reymundo (Panadera)                            | Sí                                                         | 1. Joan Martínez Saxofonista                               |
| 3    | 12 de agosto de 2022     | Antonio Carmona  | Mari Carmen Sánchez | 8.000€  | 1. Ruth Jové (Youtuber)                                    | 4. Gigi Pezzarossi (Monitora Spinning)                     | 6. Paula Fonseca (animal lover)                            | 9.Agustina Boticelli (entrenadora natación)                | 7. Ana Sevilla (presentadora)                              | 3. Víctor Díaz (carnicero)                                 | 8. Noan (surfista)                                         | 5. Darío Sáez (showman)                                    | No                                                         | 2. Omar Iglesias Breakdancer                               |
| 4    | 19 de agosto de 2022     | Ainhoa Arteta    | Cayo Martín         | 16.000€ | 7. Iván Calvo (Monitor de campamento)                      | 1. Mireia Ribas (Auxiliar de vuelo)                        | 5. Lucy Calcines (Repostera)                               | 8. Jessica Lasser (Directora de hotel)                     | 9. Víctor Óscar Juaranz (Acróbata)                         | 6. Álvaro Puertas (Arqueólogo)                             | 4. Gaby Soñer (Fanático del swing)                         | 2. Omar Fraile (DJ)                                        | Sí                                                         | 3. Olana Liss Peluquera                                    |
| 5    | 26 de agosto de 2022     | Rosa López       | Marta García        | 8.000€  | 9. María Pascual (Guarda forestal)                         | 1. Ángel Morales (Arquero)                                 | 7. Luis Quo (Mago)                                         | 3. Nani Lefem (Diseñadora de moda)                         | 4. Adib Sayegh (Corresponsal de prensa)                    | 8. Teresa Roig (Bailarina de claqué)                       | 2. Irene Amado (Árbitra de baloncesto)                     | 6. Laura Arjona (Grafitera)                                | No                                                         | 5. Diego Dechateau Jugador de bádminton                    |
| 6    | 2 de septiembre de 2022  | Ana Guerra       | Jonathan            | 20.000€ | 2. Miguel Astorga (Camarero)                               | 1. Patricia Tomás (Azafata de vuelo)                       | 5. Israel Montoya (Baterista)                              | 9. Ana Gálvez (Fitness)                                    | 6. Amanda Montiel (Locutora de radio)                      | 8. Martha Ramos (Operadora de cámara)                      | 4. Juan Ramón Ayala (Artesano)                             | 3. Lucía Moon (Gótica)                                     | Sí                                                         | 7. Esteban Rivera Limpiacristales                          |
| 7    | 9 de septiembre de 2022  | Blas Cantó       | Sonia Laza          | 8.000€  | 8. Carlos Solano (Gasolinero)                              | 1. Will Cartaya (Adiestrador canino)                       | 6. Aurora Gámez (Viticultora)                              | 5. Mitiku Marcos (Repartidor de pizzas)                    | 9. Naiara Madera (Amazona)                                 | 3. Luis Polo (Quiromasajista)                              | 4. Mariana García (Jugadora de baloncesto)                 | 7. Sara Molina (Especialista de cine)                      | No                                                         | 2. Laura Holt Bancaria                                     |
| 8    | 16 de septiembre de 2022 | Beret            | Ana Carazo          | 16.000€ | 4. David Merino (Asesor de imagen)                         | 3. Celia Vergara (Logopeda)                                | 6. Ransel Labata (Mochilero)                               | 9. Ricardo Soler (Enfermero)                               | 5. Lydia Carre (Bailarina Clásico)                         | 8. Natalia Toral (Topógrafa)                               | 7. Antonia Nogaredo (Ciclista)                             | 2. Sandra U (Clown)                                        | Sí                                                         | 1. Elena Bella Florista                                    |

### Episodios y audiencias
| Programa | Invitado/a      | Fecha                    | Día y hora     | Audiencia         |
| -------- | --------------- | ------------------------ | -------------- | ----------------- |
| 1        | Chenoa          | 29 de julio de 2022      | Viernes, 22h15 | 1 058 000 (11,2%) |
| 2        | Antonio Orozco  | 5 de agosto de 2022      | Viernes, 22h15 | 1 027 000 (11,5%) |
| 3        | Antonio Carmona | 12 de agosto de 2022     | Viernes, 22h15 | 946 000 (10,7%)   |
| 4        | Ainhoa Arteta   | 19 de agosto de 2022     | Viernes, 22h15 | 974 000 (10,6%)   |
| 5        | Rosa López      | 26 de agosto de 2022     | Viernes, 22h15 | 1 183 000 (12,8%) |
| 6        | Ana Guerra      | 2 de septiembre de 2022  | Viernes, 22h15 | 1 099 000 (11,2%) |
| 7        | Blas Cantó      | 9 de septiembre de 2022  | Viernes, 22h15 | 1 079 000 (10,7%) |
| 8        | Beret           | 16 de septiembre de 2022 | Viernes, 22h15 | 1 008 000 (9,3%)  |

## Audiencia media

### Veo como cantas: Temporadas
| Temporada                          | Programas | Fecha | Cadena   | Audiencia         |
| ---------------------------------- | --------- | ----- | -------- | ----------------- |
| Veo como cantas: Primera temporada | 6         | 2021  | Antena 3 | 1 291 000 (12,2%) |
| Veo como cantas: Segunda temporada | 8         | 2022  | Antena 3 | 1 047 000 (11,0%) |